# Pense aux pierres sous tes pas
Pense aux pierres sous tes pas est un roman d'Antoine Wauters publié en août 2018 aux éditions Verdier, sur des thèmes d'enfance-adolescence difficile de jumeaux.

## Résumé
La famille survit dans une « petite ferme crasseuse, un taudis » de la plaine de la Habdourga, « la région la plus reculée du pays » : grange, fenil, trémie à blé, fosse à purin... Le père s'échine à produire pour payer les taxes et les remboursements : blé, moissons, foin, vaches, vêlage, lait, tomates, poules...
À neuf ans, Paps retire de l'école les jumeaux, nécessaires pour l'assister, le garçon au travail des champs, la fille aux travaux domestiques (linge, ménage, poules, tomates...).
Marcio et Léonore s'adorent. Paps fonctionne beaucoup à l'eau-de-vie.
À onze ans, quand ils décident d'échanger leurs rôles, tout s'accélère : Marcio s'habille en fille et travaille à l'intérieur, et Léo s'habille en garçon et assiste le père aux champs et aux troupeau.
Leurs jeux dans l'arbre à lianes, à trois, avec Zbabou le sans-père, prennent fin quand Léo tire au fusil sur un oiseau et le tue : quelques heures plus tard, la foudre s'abat sur l'arbre, et provoque l'incendie de la ferme, avec fenil, étables, récoltes...
Il faut tout reconstruire.
À douze ans, ils découvrent la légèreté « des anges et des dieux », « la danse de deux corps amoureux » (embrasser, caresser).
Peut-être « punition du ciel », le Mont Morgiu entre en éruption, juste après, et fait des ravages, et la contestation au président (plus présent sur son yacht qu'ailleurs) tourne à l'émeute.
Les parents décident d'écarter enfin Léo, de la placer chez l'oncle Pépino, à Castel Posino, lointain village de montagne, aux « paysages déchiquetés ».
Mais, au départ, Paps se couvre de coups, s'auto-bastonne : « les bêtes enfermées se mutilent » (p. 44).
Après « la tension des années Paps et le fol ennui des années Mams », avec Pepino et Maddelina, la vie est toute calme, et Léo forme son corps aux travaux des champs et de la vigne. Elle se charge aussi fort bien du marché noir au village. Elle rencontre aussi les novices, les enfants placés comme elle, et elle participe à des saloperies derrière l'église, y compris avec Zbabou, séminariste de cuisine. C'est alors seulement qu'elle établit ses « règles de survie ».
Le nouveau président Bobwangu appelle les gens à « se retrousser les manches » : promesses, méfiance, cadeaux, défiance, nouvelles taxes, nouvelle détestation...
Le journaliste Bodeschou, critique, assassiné, devient un martyr, un saint.
Marcio a déjà fugué deux fois, s'est fait battre et attacher.
Sa lettre à Léo accentue la culpabilité de celle-ci.
Maintenant que les parents, dépassés, malades, décident de partir, le fils part rejoindre sa sœur, à quatorze ans.
La guérisseuse Mama Luna est seule capable de tirer Marcio de l'état désespéré où il est à l'arrivée.
Le président cherche à moderniser l'économie : consommer, construire, acheter des machines, faire circuler les voitures et le fric.
« Notre nature fut massacrée » (p. 106).
Mais au moins en montagne, les bouseux, les ploucs, réagissent, résistent, particulièrement Zio Pepino.
Et l'inversion des rôles entre Léo et Marcio ne dérange absolument pas Pepino ni Madde.
C'est seulement alors que tout peut recommencer, si on arrive à chercher collectivement à reconquérir la joie, en indépendance : « Cultivez votre joie » !
La carte du pays, version enfantine, figure en deux exemplaires : celle d'ouverture est celle d'enfants qui ont encore peu voyagé et ne connaissent guère que des noms de villes (Hadbourga, Santa Lucia, Luzinatu, Vechiatu, Nossantu, Sassaru, Tellis, Lorgudessa, Costa Lolla...), celle de clôture est vraiment « entre ici et ailleurs, [une] petite topographie de notre pays à la fin de notre adolescence » (p. 185).

## Personnages
- Nino, le père, Paps, Papsu, Paps-la-rage, 40 ans au début du roman, et le chien Callixte
- Zuna, la mère, Mams, Mamsu
- Marcio, le garçon, 11 ans au début de l'action
- Léonore, la sœur jumelle, Léo
- Zbabou, l'ami de Marcio et Léo, sans père
- Zio Pepino (Carabini), frère du père, et son âne Pacifico
- Maddelina, épouse de Zio Pepino
- Mama Luna, guérisseuse itinérante, et son âne Zudo
- les rares gens du village de plaine : Marcello Gianni, Maranna Gioia (l'institutrice)
- les gens de Castel Posino : Augusto Lu, Félix, Courte-queue, Madame-homme, l'Homme-mortadelle, les deux Lucio, les Podere, Père Popili, Crevé... et les novices
- les présidents : Karajodzu, puis Léonescu, puis Desotgiu, puis le colonel William Bénoni Bokwangu

## Récompenses
- Prix du deuxième roman
- Finaliste :  Prix Décembre, Prix des lecteurs Escale du livre, Prix Alain Spiess du second roman et "Prix des Libraires en Seine"

## Accueil
Les lecteurs francophones apprécient ce livre de « règles pour survivre à sa propre famille », : « un roman poétique doux et sauvage, à la fois existentiel et politique, qui transcende toutes les résignations ». « Ce roman effondre notre monde ». « Pourquoi le conte ? Parce que sa cruauté ne fait pas que laisser sans voix, elle instruit et rappelle comment sourire après avoir fait goûter au sang ».
« Missel des illettrés le « livraxiu », ce nerf de bœuf que l’on fait chanter au ras de la peau en punition de jouissance, suaire la pauvreté que l’on rapièce à contre-jour, pain bénit les moments où les lignes du temps se rassemblent dans la paume de la bouche pour mieux s’évader ensemble, en l’autre ».
« Antoine Wauters invente un monde fictionnel de toutes pièces, bouleversé par une instabilité politique, une volonté effrénée de modernisation, des conflits humains, économiques. Ce monde lointain pourrait parfois être le nôtre. Mais plus le roman progresse et plus les pistes et les repères de notre monde se brouillent ».
« Inassignable géographiquement, le pays où évoluent Zio et les jumeaux paraît renvoyer à un pays aux contours fabuleux sinon mythiques qui s’impose comme une hyper-dictature, à savoir l’allégorie de toutes les dictatures ».